# 崁頂垃圾焚化廠
崁頂垃圾焚化廠為一座位在臺灣屏東縣崁頂鄉的垃圾焚化廠，全名為屏東縣崁頂垃圾焚化廠，目前其廠區營運由屏東縣政府環境保護局委託台灣糖業公司工安環保處進行管理與維護。

## 沿革
崁頂垃圾焚化廠最早為行政院環保署依據1991年9月2日所制定的「台灣地區垃圾資源回收（焚化）廠興建工程計畫」中，計畫在屏東縣屏東市設置一座處理容量為600公噸/日之焚化廠，而該計畫將以公有民營或公有公營的方式核來協助屏東縣針對焚化廠興建案進行補助。
而早在1988年7月29日時，屏東縣政府便曾計畫在潮州鎮設置垃圾焚化廠，並將該焚化廠興建案之計畫書提交至環保署以爭取補助興建。1992年7月1日開始展開環境影響評估工作，12月7日，縣政府正式完成「潮州垃圾資源回收廠環境說明書」的審查作業。
1992年5月1日，屏東縣政府向環保署提報用地取得工作報告書，報告書中指出，焚化廠預定興建在潮州鎮八老爺段。然而由於潮州鎮居民強烈反對，屏東縣政府於1992年12月17日將原計畫廠址從潮州鎮移至崁頂鄉，並獲崁頂鄉公所、崁頂鄉民代表會以及崁頂鄉各村村長同意興建。
在確定焚化廠預定興建地點後，屏東縣政府隨即展開焚化廠設計工作。當時，該座焚化廠預計垃圾處理量為每日900噸，總服務區域為屏東縣境內除琉球鄉以外的三十二個鄉鎮其中，區內人口約90萬人。預計施工期間為39個月，後續規劃待工程完工驗收後，焚化廠將移交屏東縣政府委託的民營機構來進行焚化垃圾之業務。
1992年1月11日，開始在更改後的崁頂廠址進行環評工作。4月30日，屏東縣政府完成「崁頂垃圾資源回收廠環境說明書」。7月1日，崁頂垃圾焚化廠之可行性評估以及廠區細部設計正式展開，由得標的中鼎工程進行相關作業。7月29日，屏東縣政府召開「崁頂垃圾資源回收廠環境影響說明會」。12月8日，正式推出「崁頂垃圾資源回收廠環境影響評估報告書」訂稿報告。
1993年6月28日，中鼎工程完成崁頂垃圾焚化廠之建築外觀設計，並且召開此設計方案的建築審查會議。同年11月，中鼎顧問正式將細部設計報告書提交至環保署審查。
1997年1月21日，崁頂垃圾焚化廠興建工程案正式簽署主體工程施作合約。2000年1月20日，崁頂垃圾焚化廠開始進行試營運計畫，由屏東縣環保局局長、環保署駐廠人員、顧問機構及主體工程統包商日本川崎重工共同參加垃圾焚化廠的點火典禮儀式。隔天，為期兩個月的試營運正式開始。8月24日，主體工程統包商向屏東縣政府提報正式完工，整體興建工程共耗費新臺幣30.4億元，並且比起核定完工日8月26日提前兩天完工。10月11日，崁頂垃圾焚化廠進入驗收階段；經歷初驗、複驗以及正驗後，於12月15日驗收完成。
驗收完成後，焚化廠產權隨即移交給屏東縣政府接管，然而接管初期因遴選作業因素，因此初期的營運先委託主體施工的統包商川崎重工操作營運，自2000年12月21日至2001年12月20日止。而屏東縣政府在川崎重工代營運期間，於8月31日招標往後焚化廠的營運業者；後由台糖公司得標，並於2001年12月22日日起正式接管營運20年。榮福公司於2021年12月22日起，接手代操作營運二十年。
崁頂垃圾焚化廠除縣內垃圾外，還有代燒鄰縣臺東縣境內的垃圾。

## 諸元
- 焚化爐數：2座
- 廠區面積：13公頃[1]
- 焚化爐型：
- 燃燒熱值：1580－2600卡/公斤[1][4]
- 儲坑容量：
- 設計處理量：900噸/日（單爐450噸/天）[4]
- 回饋設施：

### 發電機組
| 名稱         | 鍋爐類型 | 汽輪發電機類型                              | 機組數量 | 發電燃料     | 裝置容量（MW） | 商轉日期      | 狀態   |
| ------------ | -------- | ------------------------------------------- | -------- | ------------ | -------------- | ------------- | ------ |
| 汽輪發電設備 |          | 日本新日本造機株式會社製C9-R11-ER汽輪發電機 | 1        | 垃圾焚化廢熱 | 22.5MW         | 2000年8月26日 | 商轉中 |

## 資料來源
1. 1 2 3 4  . 環保局環境資源資料庫.   [2016-01-20]. （原始内容存档于2019-06-21） （中文（臺灣））.
2. ↑  . 台灣糖業股份有限公司.   [2016-01-20]. （原始内容存档于2016-01-31） （中文（臺灣））.
3. 1 2 3 4 5 6 7 8 9 10  . 行政院環境保護署.   [2016-01-20]. （原始内容存档于2017-01-11） （中文（臺灣））.
4. 1 2 3  . 屏東縣崁頂垃圾焚化廠.   [2016-01-20]. （原始内容存档于2019-06-09） （中文（臺灣））.
5. ↑  . Yahoo奇摩新聞. 2014-10-05  [2016-01-20]. （原始内容存档于2016-03-05） （中文（臺灣））.

## 外部連結
- 崁頂垃圾焚化廠 （页面存档备份，存于）（繁體中文）（英文）